# Індекс цін Ласпейреса
Індекс цін Ласпейреса — різновид агрегатного цінового індексу, що використовується в макроекономічному аналізі та ціновій статистиці для вимірювання цін на товари та послуги за певний період часу. Індекс є методичною основою для обчислення індексу споживчих цін.

## Методичні особливості розрахунку
Агрегатні індекси є поширеним методичним інструментом динамічного макроекономічного аналізу. З їх допомогою можна оцінити динаміку різних соціально-економічних явищ і процесів, знайти відповідь на запитання: на скільки подорожчало життя в певній країні, під який відсоток потрібно покласти гроші в банк, щоб не втратити. Формула розрахунку виникла не одразу, стала результатом праці різних економістів. Головним автором прийнято вважати Етьєна Ласпейреса, котрий викладав в німецьких університетах, в тому числі в Ризі і Тарту.
Отже, індекс цін Ласпейреса — один із видів індексів цін, що характеризує динаміку зміни цін в економіці протягом певного періоду часу.

Розраховується індекс за такою формулою:

{\displaystyle Ip_{l}={\frac {\sum p_{1}q_{0}}{\sum p_{0}q_{0}}},}
де, p1, p0 — ціни товарів чи послуги у базовому (0) та поточному (1) роках;
q0 — кількість товарів чи послуг в базовому році.
Індекс Ласпейреса може бути агрегованим індексом, зваженим за фізичними об'ємами продукції в базовий період або середнім арифметичним індексом цін, зважених за ціною продукції в базовий період. Цьому індексу на практиці віддається перевага перед іншими аналогічними індексами.
Варто зазначити, що для країн з перехідною економікою застосовується більш універсальна формула тому, що це зв'язано з великою нестабільністю економічного розвитку. Ця формула полегшує порівняння цін товарів при їх нестабільному виробництві або реалізації, так як використовується неперервний ланцюжок обчислень. Індекс цін Ласпейреса систематично росте швидше, ніж індекс Пааше.
Індекс побудовано так, що ціни фіксованого набору товарів і послуг у базовому році приймається за 100 %.Тому значення індексу показує динаміку цін товарів і послуг у поточному періоді порівняно із попереднім.

## Три основні відмінності між індексами Пааше і Ласпейреса
- головна розбіжність полягає у тому, що індекс цін Ласпейреса розраховується для фіксованого набору товарів і послуг, а індекс Пааше враховує зміну структури ВВП;
- дефлятор ВВП відображає певну динаміку цін усіх вироблених товарів і послуг, а індекс Ласпейреса — споживчі товари і послуги, які входять до фіксованого набору;
- у дефляторі ВВП враховується зміна цін тільки на ті товари, що вироблені в даній країні, а в іншому індексі враховується також зміна цін на імпортні товари.

## Приклад застосування
Припустимо, що в країні Х впродовж 2017-2018 років вироблялись 3 товари. Їх кількість та ціни у відповідні роки наведені нижче.
 
Товар А
2017 рік — 100 шт. за ціною 10 грн,
2018 рік — 80 шт. за ціною 15 грн.
Товар D
2017 рік — 60 шт. за ціною 27 грн,
2018 рік — 70 шт. за ціною 24 грн.
Товар С
2017 рік — 30 шт. за ціною 655 грн,
2018 рік — 50 шт. за ціною 425 грн.
Не обхідно розрахувати індекс цін за формулою Ласпейреса.

#### Розв'язання
Ipl=100*15+60*24+30*425/100*10+60*27+30*655
Ipl=1500+1440+12750/1000+1620+19650=15690/22270=0,7045 (70,45 %)
Ipl=0,7045